# Burbach (Bas-Rhin)
Pour les articles homonymes, voir Burbach.
Burbach est une commune française située dans la circonscription administrative du Bas-Rhin et, depuis le 1er janvier 2021, dans le territoire de la Collectivité européenne d'Alsace, en région Grand Est.
Depuis 1793, cette commune se trouve dans la région historique et culturelle d'Alsace.

## Géographie
La commune est située dans la région naturelle de l'Alsace Bossue. Elle est à 7 km de Sarre-Union et à 8 km de Drulingen, près de la route D 1061 qui relie Phalsbourg à Sarrebruck. Burbach est également un ruisseau du village. Le Vogelslach est le ruisseau qui baigne le village. La ligne de bus 410 du réseau 67 possède un arrêt au lieu-dit du Windhof. L'autoroute A4 est accessible par la sortie 43 à 3 km du village.
| Sarrewerden  | Rimsdorf | Thal-Drulingen |
|              | Burbach  | Berg           |
| Wolfskirchen | Eywiller |                |

### Écarts et lieux-dits
- Windhof sur la route D 1061 à l'est, partagé avec la commune de Berg. Le restaurant semi-gastronomique et traditionnel Le Windhof se trouve dans ce lieu-dit[3].

### Hydrographie
La commune est dans le bassin versant du Rhin au sein du bassin Rhin-Meuse. Elle est drainée par le ruisseau Burbach,.

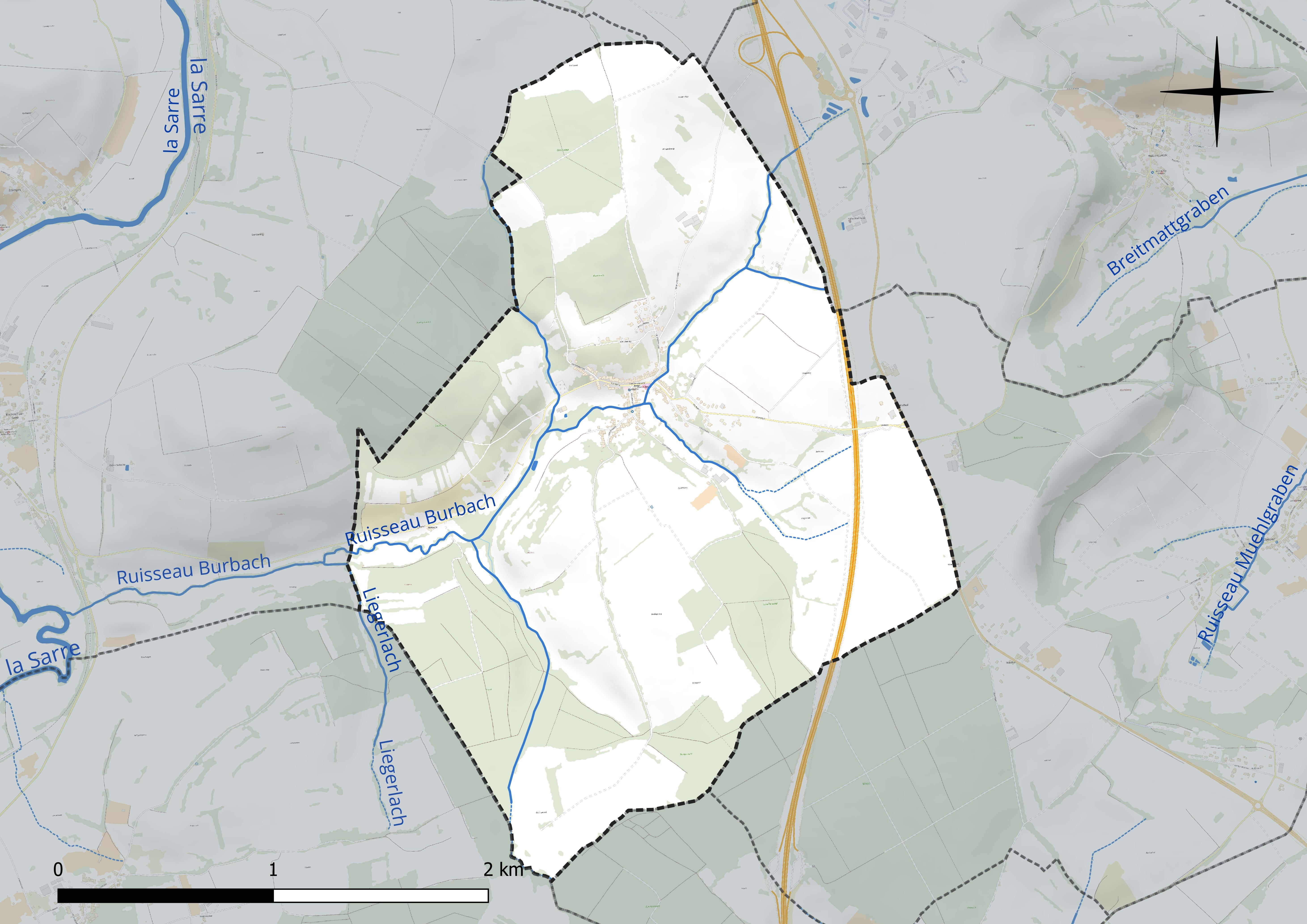
Réseau hydrographique de Burbach.

### Climat
Pour des articles plus généraux, voir Climat du Grand Est et Climat du Bas-Rhin.
En 2010, le climat de la commune est de type climat des marges montargnardes, selon une étude du Centre national de la recherche scientifique s'appuyant sur une série de données couvrant la période 1971-2000. En 2020, Météo-France publie une typologie des climats de la France métropolitaine dans laquelle la commune est exposée à un climat semi-continental et est dans la région climatique  Vosges, caractérisée par une pluviométrie très élevée (1 500 à 2 000 mm/an) en toutes saisons et un hiver rude (moins de 1 °C). 
Pour la période 1971-2000, la température annuelle moyenne est de 9,7 °C, avec une amplitude thermique annuelle de 17 °C. Le cumul annuel moyen de précipitations est de 995 mm, avec 12,6 jours de précipitations en janvier et 10,2 jours en juillet. Pour la période 1991-2020, la température moyenne annuelle observée sur la station météorologique de Météo-France la plus proche, « Berg », sur la commune de Berg à 3 km à vol d'oiseau, est de 10,4 °C et le cumul annuel moyen de précipitations est de 801,8 mm. 
La température maximale relevée sur cette station est de 37,4 °C, atteinte le 25 juillet 2019 ; la température minimale est de −16,8 °C, atteinte le 7 février 2012,,. 
Les paramètres climatiques de la commune ont été estimés pour le milieu du siècle (2041-2070) selon différents scénarios d'émission de gaz à effet de serre à partir des nouvelles projections climatiques de référence DRIAS-2020. Ils sont consultables sur un site dédié publié par Météo-France en novembre 2022.

## Urbanisme

### Typologie
Au 1er janvier 2024, Burbach est catégorisée commune rurale à habitat dispersé, selon la nouvelle grille communale de densité à sept niveaux définie par l'Insee en 2022.
Elle est située hors unité urbaine. Par ailleurs la commune fait partie de l'aire d'attraction de Sarre-Union, dont elle est une commune de la couronne,. Cette aire, qui regroupe 12 communes, est catégorisée dans les aires de moins de 50 000 habitants,.

### Occupation des sols
L'occupation des sols de la commune, telle qu'elle ressort de la base de données européenne d’occupation biophysique des sols Corine Land Cover (CLC), est marquée par l'importance des territoires agricoles (67 % en 2018), en augmentation par rapport à 1990 (65,6 %). La répartition détaillée en 2018 est la suivante : 
prairies (48,5 %), forêts (28,5 %), terres arables (18,5 %), zones urbanisées (4,5 %). L'évolution de l’occupation des sols de la commune et de ses infrastructures peut être observée sur les différentes représentations cartographiques du territoire : la carte de Cassini (XVIIIe siècle), la carte d'état-major (1820-1866) et les cartes ou photos aériennes de l'IGN pour la période actuelle (1950 à aujourd'hui).

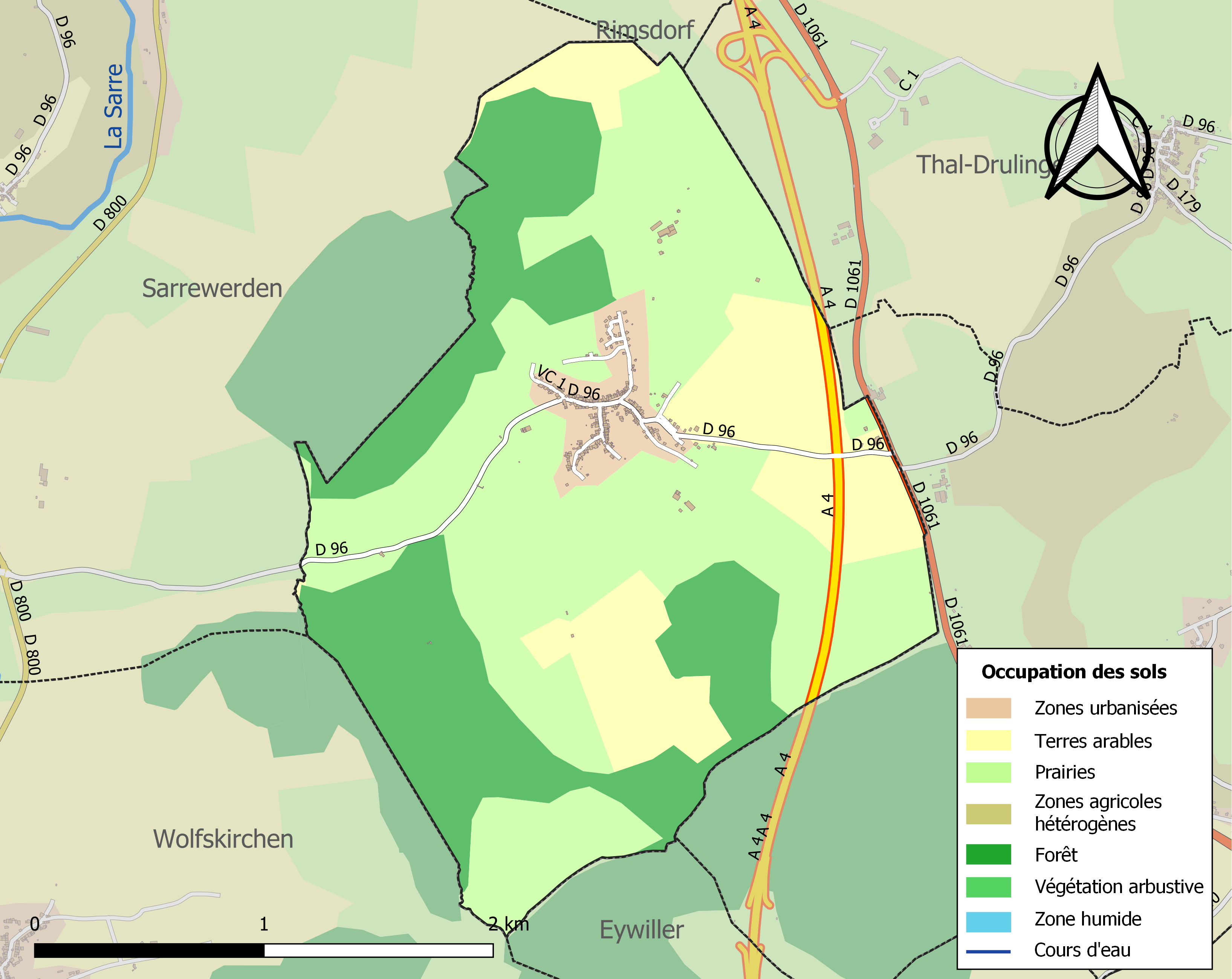
Carte des infrastructures et de l'occupation des sols de la commune en 2018 (CLC).

## Toponymie
Burbach (en francique rhénan : Burbàch) signifie (la propriété près du) bourbier et fait allusion au ruisseau éponyme : le Burbach (la source boueuse). C'est un mot d'origine gauloise (Borvacum = le bourbier) auquel on a ajouté le suffixe germanique -bach : le ruisseau.

## Histoire
Avant 1793, la commune appartenait au comté de Sarrewerden, devenant par la suite alsacienne.
Abandonnés par ses habitants en 1527, Burbach et son annexe Willer furent repeuplés en 1559, par les réfugiés calvinistes venus de Normandie et de Lorraine. Au cours du XVIIIe siècle, le village, qui appartenait alors aux comtes de Nassau-Sarrewerden, a joué un rôle de premier plan dans l'histoire. Il arriva parfois même que la commune décida de vouloir former une république indépendante.
En 1722, le maire, Jean Marquis, fut avec Dominique Striebel de Weyer l'un des meneurs de la rébellion des paysans. Abraham Bläss, soldat de la Révolution et futur procureur de la commune, fut le premier à y chanter la Marseillaise. Le 24 octobre 1792, des jeunes de Burbach se rendirent avec ceux de Schopperten et de Keskastel à Neusaawerden pour bastionner Ebel, le dernier bailli des princes de Nassau-Weilbourg, et le forcer à fuir en Allemagne.
Burbach fut la première commune du comté à demander son rattachement à la France révolutionnaire.
Le tilleul au centre du village occupa une place très importante dans la vie communale puisque les hommes s'y réunissait autour pour prendre les décisions les plus importantes. Au printemps, lors de la nuit des sorcières, il servait également de point de regroupement aux charrettes de fumiers déplacées pas les garnements du village.
Malgré des périodes noires et des violences suscitées par la présence de plusieurs religions, les différentes confessions essayèrent de cohabiter paisiblement. En 1850, on dénombrait à Burbach 294 luthériens, 199 réformés, 11 catholiques et 11 israélites.

### Héraldique
| Blason de Burbach (Bas-Rhin) | Blason  | D'argent à l'arbre arraché de sinople. |
| Blason de Burbach (Bas-Rhin) | Détails |                                        |

## Politique et administration
| Période                                  | Période                   | Identité                                       | Étiquette | Qualité |
| ---------------------------------------- | ------------------------- | ---------------------------------------------- | --------- | ------- |
| 2014                                     | mars 2018                 | Claude Terrasson                               |           | cadre   |
| mars 2018                                | En cours (au 31 mai 2020) | Christian Klein Réélu pour le mandat 2020-2026 |           | Cadre   |
| Les données manquantes sont à compléter. |                           |                                                |           |         |

## Démographie
L'évolution du nombre d'habitants est connue à travers les recensements de la population effectués dans la commune depuis 1793. Pour les communes de moins de 10 000 habitants, une enquête de recensement portant sur toute la population est réalisée tous les cinq ans, les populations de référence des années intermédiaires étant quant à elles estimées par interpolation ou extrapolation. Pour la commune, le premier recensement exhaustif entrant dans le cadre du nouveau dispositif a été réalisé en 2008.

En 2022, la commune comptait 279 habitants, en évolution de +2,95 % par rapport à 2016 (Bas-Rhin : +3,17 %, France hors Mayotte : +2,11 %).
| 1793 | 1800 | 1806 | 1821 | 1831 | 1836 | 1841 | 1846 | 1851 |
| ---- | ---- | ---- | ---- | ---- | ---- | ---- | ---- | ---- |
| 230  | 367  | 423  | 520  | 567  | 572  | 566  | 551  | 501  |

| 1856 | 1861 | 1866 | 1871 | 1875 | 1880 | 1885 | 1890 | 1895 |
| ---- | ---- | ---- | ---- | ---- | ---- | ---- | ---- | ---- |
| 502  | 515  | 518  | 527  | 515  | 468  | 462  | 455  | 446  |

| 1900 | 1905 | 1910 | 1921 | 1926 | 1931 | 1936 | 1946 | 1954 |
| ---- | ---- | ---- | ---- | ---- | ---- | ---- | ---- | ---- |
| 455  | 429  | 445  | 389  | 390  | 349  | 348  | 346  | 313  |

| 1962 | 1968 | 1975 | 1982 | 1990 | 1999 | 2006 | 2008 | 2013 |
| ---- | ---- | ---- | ---- | ---- | ---- | ---- | ---- | ---- |
| 297  | 308  | 302  | 286  | 288  | 309  | 319  | 322  | 281  |

| 2018 | 2022 | - | - | - | - | - | - | - |
| ---- | ---- | - | - | - | - | - | - | - |
| 276  | 279  | - | - | - | - | - | - | - |

## Monuments
L'archéologue Robert Fohrer et son équipe ont exploité, à partir de 1906, un important gisement, attestant, à l'époque interglaciaire, la présence en ce lieu et dans la vallée de la Sarre de rhinocéros, d'hippopotames, d'éléphants et d'hommes primitifs.
Ainsi, un rhinocéros en pierre a été construit et s'élève au milieu du village.
Aucun des monuments de Burbach n'est classé monument historique. Le presbytère communal monument de style Renaissance de 1598 a été démoli en septembre 2022 pour laisser place à une aire de jeux, malgré la visite de l'Association pour la Sauvegarde de la Maison Alsacienne et d'architectes des bâtiments de France constatant l'existence d'éléments remarquables comme des fenêtres à meneaux, une chapelle privative et des encadrements moulurés.